# アレクサンドラ・モーエン
アレクサンドラ・モーエン（Alexandra Moen、1978年 - ）は、イギリスの女優。イタリア出身。

## 出演作品
- ホテル・バビロン（エミリー・ジェームズ）
- ドクター・フー（ルーシー・サクソン）
- 刑事フォイル
- ダブリン殺人課 Dublin Murders (2019) テレビシリーズ
- スパニッシュ・プリンセス キャサリン・オブ・アラゴン物語 The Spanish Princess (2019) テレビシリーズ